# Oncorhynchus kisutch
Oncorhynchus kisutch (del ruso кижуч kizhuch), también conocido como salmón del Pacífico, salmón coho o salmón plateado, es una especie de pez eurihalino y anádromo de la familia de los salmones.
Durante su etapa oceánica, tiene lados plateados y el dorso azul oscuro. Durante su etapa de reproducción, las mandíbulas y dientes se curvan en forma de gancho, y desarrollan lados rojo brillante, cabeza y dorso verde azulado, con manchas oscuras en el dorso y vientre oscuro. Durante la maduración sexual desarrolla una difusa mancha rosa a lo largo del vientre y los machos pueden mostrar un leve arqueamiento del dorso. El salmón coho maduro muestra una nariz en gancho pronunciada, tiene una piel de pronunciado color rojo con dorso oscuro, un largo promedio de 97 centímetros (38 pulgadas) y un peso de 3 a 5 kilos (7 a 11 libras), aunque se han reportado pesos hasta 16 kilos (36 libras). Las hembras maduras pueden ser más oscuras que los machos.

## Distribución
La especie se distribuye por las dos costas del Pacífico Norte, desde la isla de Hokkaidō, Japón y el este de Rusia, rodea el mar de Bering hasta Alaska, y se extiende hacia el sur hasta la Bahía de Monterrey en California. Esta especie se ha introducido en todos los grandes lagos, y otros depósitos de agua en los Estados Unidos. También ha sido introducido en el sur de Chile.

## Galería de imágenes

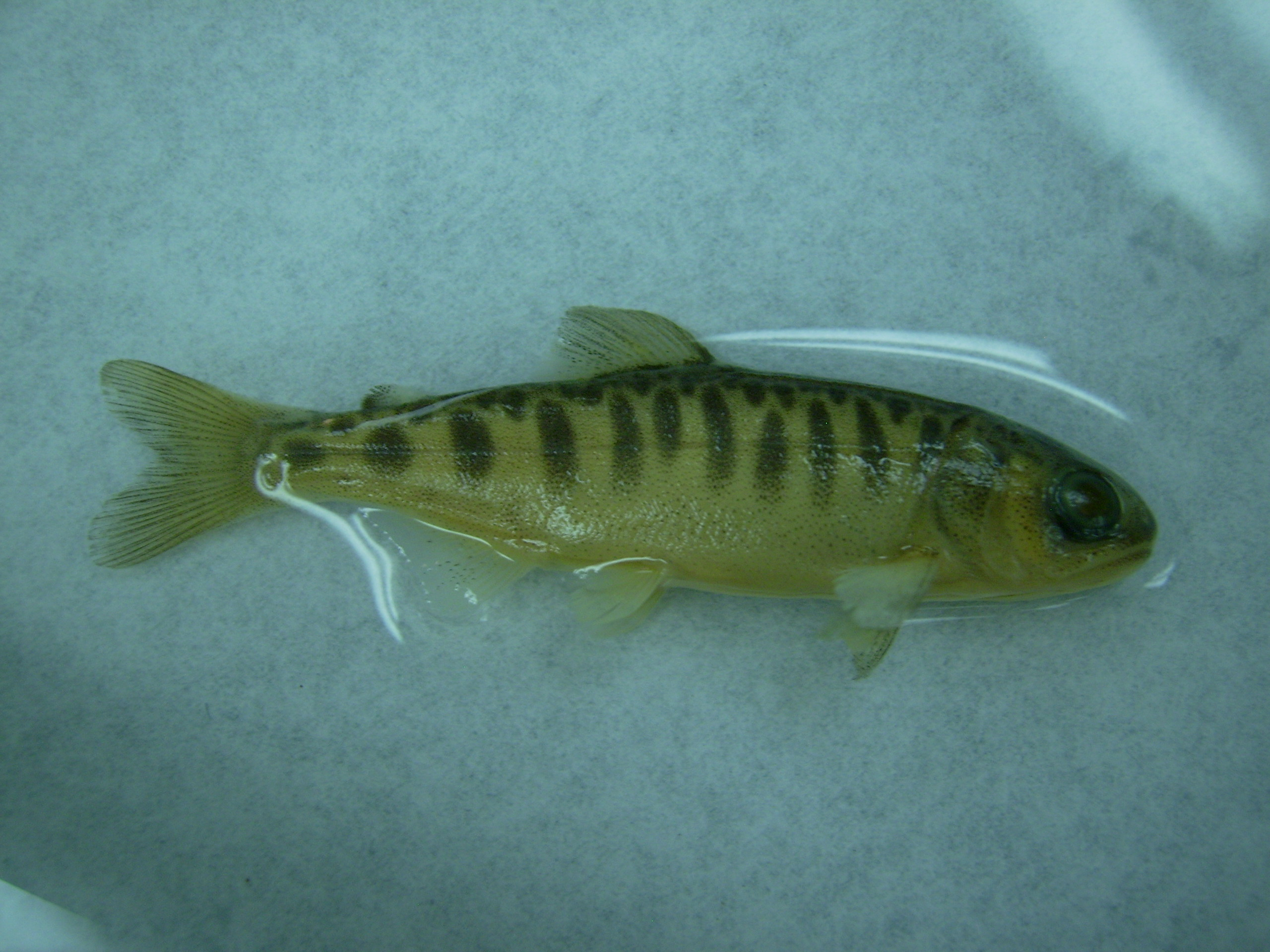
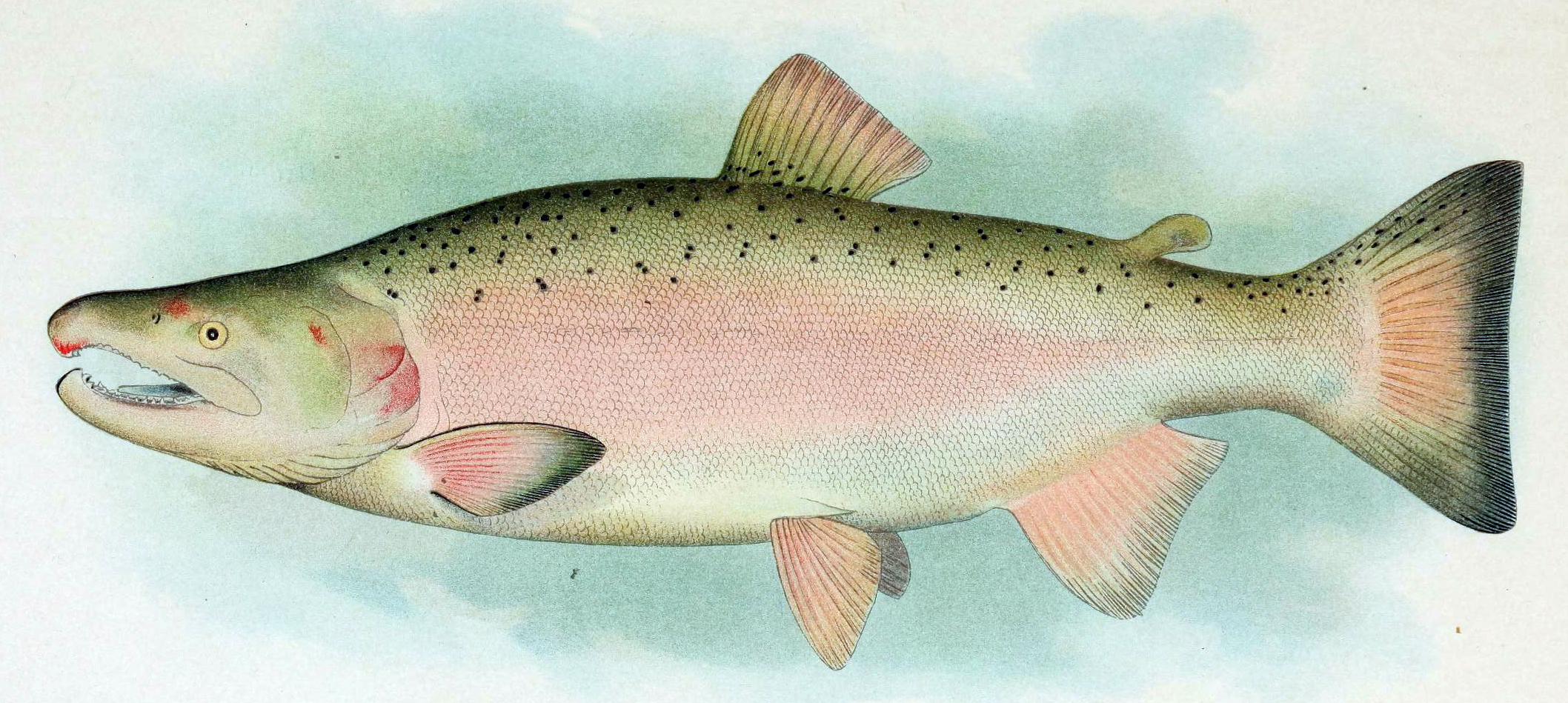
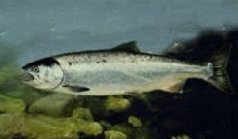
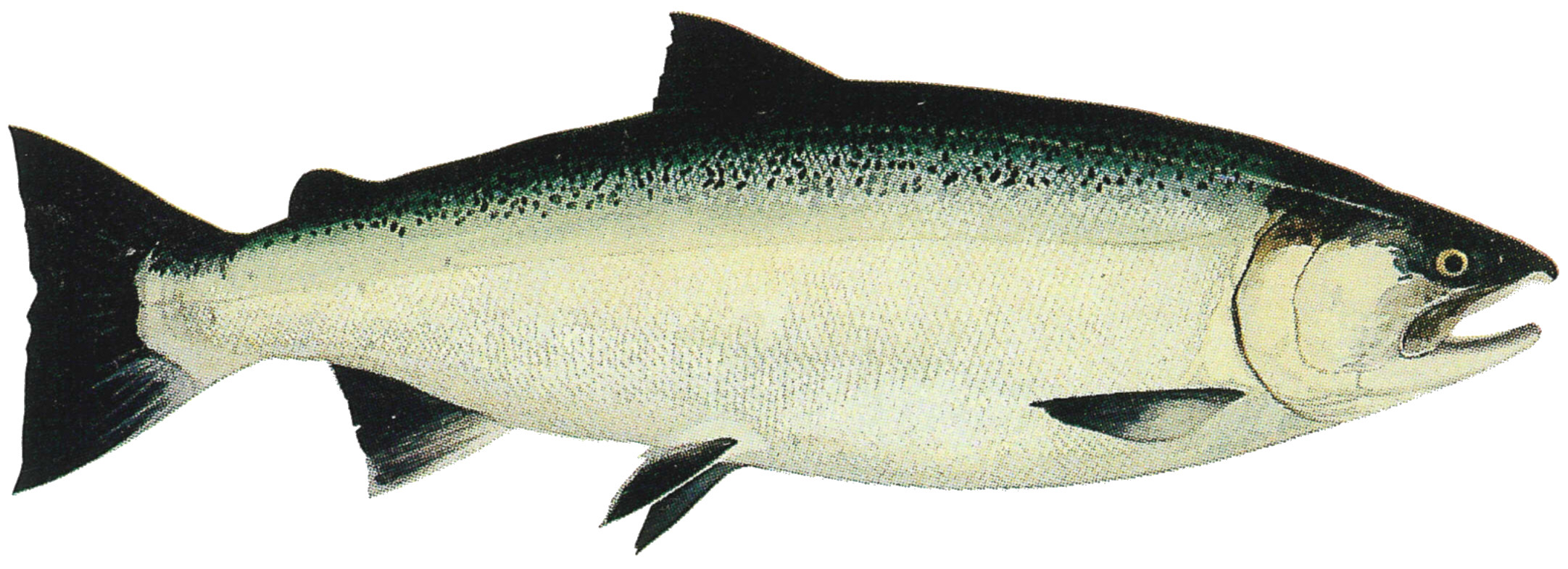
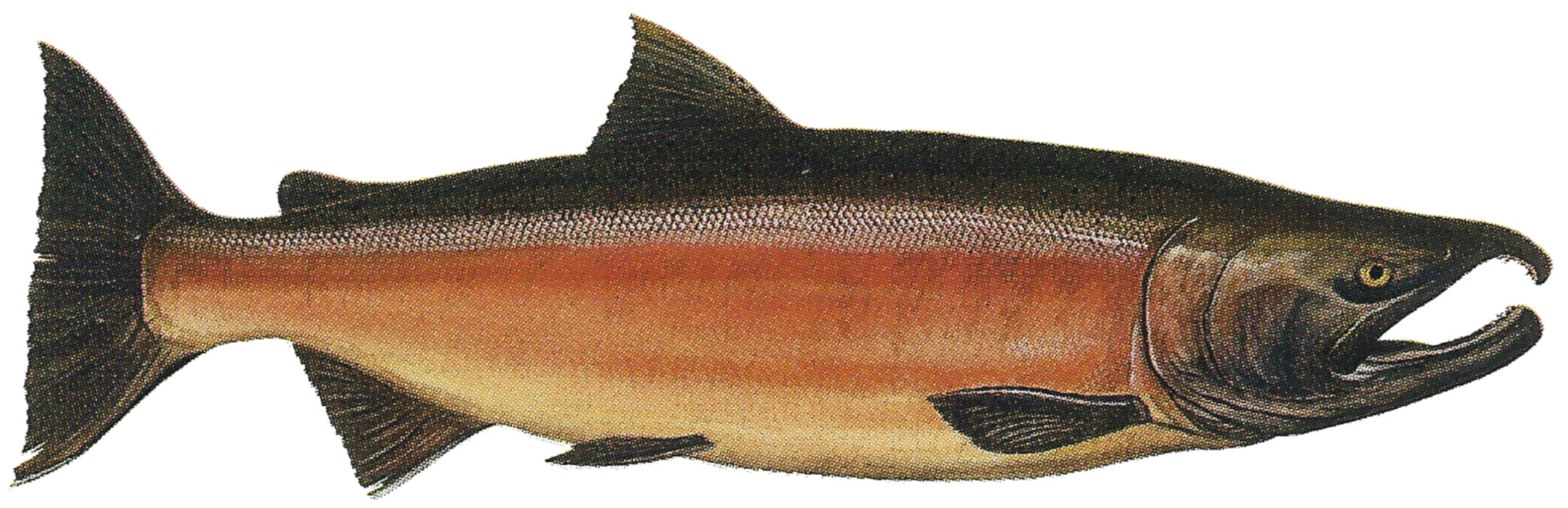

## Acuicultura
El cultivo en jaulas en el mar de salmón plateado viene haciéndose desde hace casi medio siglo, aunque con escasa producción hasta 1980, fecha a partir de la cual se establecieron en el sur de Chile una gran cantidad de granjas con jaulas marinas, país que en el 2004 producía más de 100.000 toneladas, lo que representa cerca del 90 % de la producción mundial de esta especie.